# André Titos
André Titos (ur. 19 lutego 1958) – mozambicki lekkoatleta, sprinter i średniodystansowiec, uczestnik Letnich Igrzysk Olimpijskich 1984.
Podczas Igrzysk w Los Angeles, wziął udział w rywalizacji biegaczy na 800 metrów. Startując z piątego toru w pierwszym biegu eliminacyjnym, uzyskał wynik 1:51,73, co dało mu 6. miejsce w jego biegu eliminacyjnym (nie awansował do następnej fazy). W łącznej klasyfikacji zajął 50. miejsce na 72 sklasyfikowanych zawodników).
Wystartował także w sztafecie 4 razy 400 metrów, gdzie sztafeta mozambicka zajęła 20. miejsce (odpadli w eliminacjach).

## Rekordy życiowe
| Dystans            | Wynik (s) | Data |
| ------------------ | --------- | ---- |
| bieg na 400 metrów | 49,7      | 1985 |
| bieg na 800 metrów | 1:51,62   | 1984 |